# Poval, Jmerînka
Poval (în ucraineană Повал) este un sat în comuna Oleksandrivka din raionul Jmerînka, regiunea Vinnița, Ucraina.

## Demografie
Componența lingvistică a localității Poval
     Ucraineană (100%)
Conform recensământului din 2001, toată populația localității Poval era vorbitoare de ucraineană (100%).